# Urbain Le Verrier
Urbain Jean Joseph Le Verrier (ejtsd: ürben zsan zsozef löverié) (Saint-Lô, 1811. március 11. – Párizs, 1877. szeptember 23.) francia matematikus, aki az égi mechanikára specializálódott. Élete nagy részében a Párizsi Obszervatóriumban dolgozott.

## Életútja
A caeni politechnikumon, majd 1829-től a College Louis le Grand-on Párizsban, végül az École polytechnique-on tanult. Miután két évig a dohányjövedéknél mérnök volt, a Collège Stanislas tanára lett. 1846-ban a Faculté des sciences-on az égi mechanika tanszékére nevezték ki. Első tudományos kutatásai a kémia körébe tartoztak, de már nemsokára François Arago ösztönzésére a számoló csillagászattal kezdett foglalkozni és az 1845-ös Merkúr-átvonulást, a Faye-féle üstökös pályáját számította, majd az Uránusz mozgását kezdte tanulmányozni, mely vizsgálatai már 1846-ban arra az eredményre vezették, hogy az Uránusz mozgásában feltűnő rendellenességeket egy az Uránuszon túl lévő bolygó okozza. Ennek a bolygónak nagyságát, pályaelemeit és ezek alapján az égen való helyét is kiszámította, minek alapján Johann Gottfried Galle Berlinben a jelzett helyhez igen közel meg is találta ezen új bolygót (melyet kezdetben Le Verrier-nek, később Neptunusznak neveztek el).
Le Verrier 1846-ban a Francia Természettudományi Akadémia tagja lett, 1849-ben Manche megye képviselőjeként bekerült a törvényhozó testületbe. 1852-ben szenátor és 1854-ben, Arago halála után a párizsi csillagvizsgáló igazgatója lett. A közoktatásügyet irányító Conseil supérieur de l'instruction publique-nek is tagja és a Bureau des longitudes astronome adjoint-ja volt; ő alapította 1864-ben az Association scientifique de la France címen a francia természettudományi társulatot. Nagy becsvágya, heves természete meglehetősen elszigetelték; a csillagvizsgáló vezetése ellen is megokolt panaszok támadtak, melyek folytán Le Verrier annyira elragadtatta magát, hogy 1870-ben a csillagvizsgáló igazgatásától elmozdították, de Delaunay halála után 1873-ban visszahelyezték. Számos munkája, melyek Le Verrier-nek az elméleti és számító csillagászatban elsőrendű helyet biztosítanak, főképp a bolygók pályameghatározására és háborgatásaira vonatkoznak. Az ezeken alapuló táblák az Annales de l'Observatoire-ban jelentek meg.

## A Neptunusz felfedezése
A Neptunusz felfedezése tette ismertté, amit matematikai és csillagászati számításokkal és megfigyelésekkel tett. François Arago buzdítására kezdte el vizsgálni az Uránusz pályája és a kepleri valamint a newtoni törvények közti ellentmondást. Vele egy időben de egymásról nem tudva a brit John Couch Adams is ezen a problémán dolgozott. Le Verrier az általa meghatározott koordinátákat elküldte Johann Gottfried Galle német csillagásznak Berlinbe, aki még aznap megtalálta a bolygót (1846 szeptembere), a megjósolt helyen, a Vízöntő csillagképben.

## Kitüntetései
Elnyerte a Királyi Csillagászati Társaság Aranyérmét 1868-ban és 1876-ban. A Holdon, a Marson kráter, a Neptunusz gyűrűje valamint az 1997 Leverrier nevű aszteroida viseli nevét. Neve egyike az Eiffel-toronyba gravírozott 72 névnek.